# 横内謙介
横内 謙介（よこうち けんすけ、1961年9月22日 - ）は、日本の演出家、劇作家。劇団扉座主宰。

## 人物
東京都生まれ。父の転勤に伴い、母親の出身地である福岡県北九州市小倉で小学校5年生から中学1年生までを過ごす。
1979年、神奈川県立厚木高等学校在学時に処女作『山椒魚だぞ!』が、全国高等学校演劇大会にて優秀賞と創作脚本賞を受賞。六角精児と岡森諦は、この時演劇部員として出演しており、「扉座」（後述）の座員でもある。
高校卒業後、早稲田大学第一文学部在学中（1982年）に劇団「善人会議」を旗揚げする。劇団はその後「扉座」と改名。
横内には劇団での作・演出の他に、他のプロデュース公演への書き下ろしが多数ある。市川猿之助のスーパー歌舞伎『新三国志』三部作、20th Centuryトニセンの『青春』三部作、セゾン劇場（現ル・テアトル銀座）で三演された『陽だまりの樹』、さいたまスーパーアリーナこけら落とし作品、蜷川幸雄演出『火の鳥』など。
ここ数年は演劇の枠を越え、福岡マリンメッセで開かれた国民文化祭開会式イベント「人生号」の構成演出。愛地球博・愛知県館のアトラクション「地球タイヘン大講演会」の構成演出なども手がける。2006年7月には、フジテレビのテレビドラマ『ダンドリ。～Dance☆Drill～』の脚本も執筆した。2008年、日本劇作家協会副会長も務めた。
2008年9月、厚木市文化会館開館30周年記念として、170人近くの市民と、厚木出身の榊原郁恵、小泉今日子らが出演した市民劇『リバーソング 永遠のハックルベリィ・フィンたちへ』を作・演出した。
2011年11月-12月、韓国ソウル大学路で『ハカナ』（原作名　愛しの儚）が韓国の劇団詩月により、韓国語訳で上演された。

### その他
- 1982年 - 劇団「善人会議」旗揚げ
- 1992年 - 『愚者には見えないラマンチャの王様の裸』で第36回岸田國士戯曲賞を受賞
- 1993年 - 「善人会議」を「扉座」へと名称変更
- 1999年 - 『新・三国志』で第28回大谷竹次郎賞を史上最年少で受賞
- 2004年 - 北九州市市民文化賞受賞
- 2010年 - 厚木市文化芸術特別大使 就任
- 2011年 - 厚木市文化振興財団芸術監督 就任
- 2016年 - 『スーパー歌舞伎II_ワンピース』で第44回 平成27年度 大谷竹次郎賞を受賞[3]

## 作品

### 善人会議・扉座
- 新羅生門
- フォーティンブラス
- ジプシー 千の輪の切り株の上の物語
- まほうつかいのでし
- 夜曲 ～放火魔ツトムの優しい夜～
- アトムへの伝言
- 新浄瑠璃 百鬼丸（2004年、紀伊國屋ホール 、出演：鈴木里沙・岩本達郎）
- 工事現場ミュージカル『ドリル魂 ガ・ガ・ガ・ガ・ガ』（2007年、紀伊國屋ホール 他）
- お伽の棺（2008年）※扉座初の海外公演として韓国へ。仁川、釜山の演劇祭に参加。
- つか版・忠臣蔵

### スーパー歌舞伎
- 八犬伝
- カグヤ-新竹取物語
- 新・三国志I - III
- 雪之丞変化
- 龍神伝
- 新・水滸伝 二十一世紀歌舞伎組公演
- スーパー歌舞伎II ワンピース[4]
- スーパー歌舞伎II 新版オグリ

### その他
- きらら浮世伝（出演：中村勘九郎、原田大二郎）
- 女殺油地獄（出演：石田純一、倍賞美津子）
- 陽だまりの樹（1992年 - 1998年、出演：中井貴一・段田安則・仙道敦子・奥村公延・坂上二郎・深津絵里・宮沢りえ・円城寺あや）
- リボンの騎士～鷲尾高校演劇部奮闘記（1998年、出演：井ノ原快彦・一色紗英・鈴木蘭々）
- 魔女の宅急便（演出：蜷川幸雄）
- 洒落男達（モダンボーイズ）（出演：木村拓哉）
- 怪談・にせ皿屋敷（出演：香取慎吾）
- カルメンと呼ばれた女（演出：蜷川幸雄、出演：浅丘ルリ子）
- ザ・近松（出演：沢田研二・伊藤蘭）
- 東京サンダンス（出演：20th Century）
- NINAGAWA 火の鳥（2000年、演出：蜷川幸雄、出演：今井絵理子・MAKOTO・いかりや長介 ・鈴木里沙）
- トンカツロック（出演：トニセン・佐藤江梨子）
- SAY YOU KIDS（出演：トニセン・井上和香）
- キャラメルボックス・チャレンジシアター『猫と針』（作：恩田陸）演出
- ドラマティック・レビュー『うたかたのオペラ』（2009年、出演：紫吹淳）
- 調布市せんがわ劇場アンサンブル公演『新羅生門』（2010年）作・演出
- わらび座公演 ミュージカル『アトム』（2010年）脚本・作詞・演出
- 坊ちゃん劇場ロングラン公演『幕末ガール』（2012年）脚本・作詞・演出
- 劇団EXILE『影武者・独眼竜』』（2012年、出演：マキダイ・片岡愛之助）
- リボンの騎士-鷲尾高校演劇部奮闘記-（2014年・2016年） 脚本 [5]
- HKT48指原莉乃座長公演（2015年4月8日 - 23日、明治座 / 8月15日 - 31日、博多座）作・演出[6]

### テレビドラマ
- ダンドリ。～Dance☆Drill～（フジテレビ、2006年）
- #声だけ天使（AbemaTV、2018年1月 - ）

### 著作
- 『曲がり角の悲劇』（新水社、1988 ）
- 『夜曲　放火魔ツトムの優しい夜』（角川書店、1988）
- 『新羅生門 横内謙介戯曲集』（テアトロ、1991）
- 『ジプシー 千の輪の切り株の上の物語』（テアトロ、1991）
- 『愚者には見えないラ・マンチャの王様の裸 横内謙介戯曲集』（テアトロ、1994）
- 『雪之丞変化2001年』（原作：三上於菟吉、モーニングデスク、1995）
- 『陽だまりの樹 戯曲』（原作：手塚治虫、モーニングデスク、1995）
- 『夢の海賊』（モーニングデスク、1996）
- 『カグヤ 新竹取物語』（モーニングデスク、発売：星雲社、1996）
- 『龍神伝』（モーニングデスク、1998）
- 『ホテル・カリフォルニア－私戯曲　県立厚木高校物語』（カモミール、1999）
- 『幕末ガール～ドクトル☆おイネ物語～ 』（黒沢明世との共著、秋田書店、2013）
- 『奇想天外☆歌舞音曲劇　げんない』 （黒沢明世との共著、秋田書店、2013）

エッセイ
- 『ヒミツの稽古場』（NHK出版、1994）
- 『「夢みるちから」は眠らない 劇場からの風景』（春秋社、2005）
- 『考えると夜も眠れない』（アクセスパブリッシング、2007）

対談
- 『夢みるちから スーパー歌舞伎という未来』（市川猿之助「新・三国志」台本収録、春秋社、2002）